# Наша Украина — Народная самооборона
Блок па́ртий «На́ша Украи́на — Наро́дная самооборо́на» (укр. Наша Україна — Народна самооборона) — предвыборный блок украинских национально-демократических партий, в состав которого входили: «Наша Украина», «Народная самооборона», «Вперёд, Украина!», «Народный рух Украины», Христианско-демократический союз, УРП «Собор», Европейская партия Украины, Украинская народная партия, Гражданская партия «Пора» и Партия защитников отечества. Был создан и зарегистрирован перед досрочными парламентскими выборами 2007 года. По итогам выборов получил 14,15 % голосов (72 места в парламенте, занял третье место).
Лидеры НУНС — Юрий Луценко и Вячеслав Кириленко.
Руководитель избирательного штаба блока — Виктор Балога, заместители — Роман Бессмертный и Николай Онищук.

## Создание блока «Наша Украина — Народная самооборона»
Инициатива создания единого «мегаблока» национал-демократических сил Украины — в первую очередь, для объединения усилий на досрочных парламентских выборах — принадлежала президенту Виктору Ющенко.
7 июня 2007 года было парафировано соглашение о создании избирательного блока между национал-демократами и лидерами «Нашей Украины» и «Народной самообороны» Вячеславом Кириленко и Юрием Луценко. 28 июня Юрий Луценко и Вячеслав Кириленко подписали совместную декларацию, где обязательным условием вступления в блок других национал-демократических сил стало их согласие на объединение в одну партию после парламентских выборов.
Наконец, 5 июля в присутствии президента Украины Виктора Ющенко представители 10 политических сил, семь из которых в то или иное время входили в Блок партий «Наша Украина» (Наша Украина, Вперёд, Украина!, Народный рух Украины, Христианско-демократический союз, Украинская республиканская партия «Собор», Конгресс украинских националистов, Европейская партия Украины, Украинская народная партия, Партия защитников отечества и Гражданская партия «Пора») подписали «Декларацию об объединении демократических сил», текст которой был идентичен тому, который 28 июня подписали Юрий Луценко и Вячеслав Кириленко, — о создании блока партий под названием «Наша Украина — Народная самооборона» (НУНС). Декларация, в частности, предусматривала объединение участников блока в единую партию после парламентских выборов, в октябре-ноябре 2007 года.
Были определены квоты распределения мест в избирательном списке: 25 % для партий, входящих в блок «Народная самооборона» («Вперёд, Украина!», Европейская партия Украины, Христианско-демократический союз), 21 % — партии так называемой «Правыци» (Народный рух Украины, Украинская народная партия, Украинская республиканская партия «Собор», Конгресс украинских националистов), 54 % — партии «Наша Украина». Кроме того, «Наша Украина» должна была выделить два места из своей квоты для лидеров партий «Пора» и Партии защитников отчизны — Владислава Каськива и Юрия Кармазина. Позднее доля партий «Правыци» была уменьшена.
Одновременно была оглашена первая пятёрка избирательного списка блока:
1. Юрий Луценко (Вперёд, Украина!)
2. Вячеслав Кириленко (Наша Украина)
3. Арсений Яценюк (беспартийный)
4. Анатолий Гриценко (беспартийный)
5. Николай Катеринчук (Европейская партия Украины)

Подписание декларации лидерами Народного руха Украины и Украинской народной партии Борисом Тарасюком и Юрием Костенко привело к конфликту внутри этих партий по поводу предполагаемого роспуска самостоятельных партий и слияния с другими субъектами блока в единую партию.
Политсовет УНП 7 июля после многочасовой дискуссии рекомендовал съезду УНП, назначенному на 2 августа, поручить Юрию Костенко подписать соглашение о вхождении в мегаблок на следующих условиях: исключение из этого документа требования об обязательном слиянии субъектов блока в одну партию, включение в программу блока положения об интеграции Украины в НАТО и признание воинов ОУН-УПА ветеранами Второй мировой войны.
9 июля на первом заседании политсовета НУНС — органа, в который вошли лидеры всех партий блока, — лидер партии «Наша Украина» Вячеслав Кириленко был избран его председателем.
2 августа прошла церемония подтверждения создания блока НУНС и стало известно о выходе из него Конгресса украинских националистов.
21 августа съезд Гражданской партии «Пора» отозвал своих кандидатов в депутаты из списка НУНС. 28 августа Центризбирком исключил их из списка. НУНС и кандидаты от партии «Пора» не признали этих решений и опротестовали их в суде. 4 сентября Киевский апелляционный суд в высшей инстанции отменил решение ЦИК, чем удовлетворил иск НУНС. Вскоре после этого Центризбирком вернул в список НУНС кандидатов от «Поры».

## Результаты парламентских выборов 2007
По итогам выборов блок «Наша Украина — Народная самооборона» получил 14,15 % голосов (72 места в парламенте, занял третье место).
Уже в феврале 2008 года депутаты, прошедшие по списку блока, начали покидать его — в частности, Виктор Балога, в связи с отходом членов предвыборной коалиции от первоначально декларировавшегося намерения создать на базе блока единую пропрезидентскую партию, попытался самостоятельно создать такую партию — ею стал «Единый центр».
Ярослав Мендусь в мае 2009 года отмечал, что «фракция президента в парламенте распадается на осколки… Они не видят политического будущего у Ющенко и сломя голову бегут с тонущего корабля».
Кризис и распад блока усилился после жестокого поражения Виктора Ющенко на президентских выборах в начале 2010 года.